# Antonio Álvarez (meksykański piłkarz)
Antonio Álvarez Villar (ur. 26 grudnia 2003 w Córdobie) – meksykański piłkarz występujący na pozycji ofensywnego pomocnika, od 2024 roku zawodnik Amériki.